# Éomer
Éomer je namišljena oseba iz Tolkienove trilogije Gospodar prstanov. Je rohanski vojvoda, nečak rohanskega kralja Théodena ter Éowynin brat. Zaradi zvestobe svoji deželi ga izženejo, vendar se kmalu vrne, da bi pomagal branilcem v Helmovem Breznu. Sodeloval je tudi v bitkah za Pelenorska polja in z njegovo vojsko Rohirrimov pomagal obupanemu Gondorju. Prisoten je bil tudi v bitki Črnih vrat Mordorja v kateri so dali Frodu čas, da uniči prstan.